# Julián Santisteban Ochoa
Julián Santisteban Ochoa (Cusco, 26 de diciembre de 1905 - 24 de febrero de 1949) fue un maestro e historiador cuzqueño.
Hijo de Félix Santisteban y María Ochoa. Egresado del Colegio de Ciencias, pasó a la Universidad de San Antonio Abad y cursó estudios en sus facultades de Letras, Derecho y Pedagogía. Simultáneamente dedicado a la docencia, obtuvo del Ministerio de Educación Pública (1928) el título de Profesor de Segunda Enseñanza. Varias veces catedrático de la Facultad de Letras durante periodos accidentales (1935-1937), optó en ella el grado de Doctor (1937) con una tesis sobre «Cuzco ante la historia de América». Sucesivamente, regentó las asignaturas de Metodología de la Enseñanza de la Historia (1940-1949), Historia del Perú (1943-1949) y Arqueología del Perú y de América (1943-1949).
Viajó a España (1948) para efectuar investigaciones históricas en el Archivo General de Indias y, elegido decano de la Facultad de Pedagogía (X-1948), volvió para asumir su cargo. Dejó inédita una extensa historia de la Confederación Perú-Boliviana.